# باز-عقاب جاوه‌ای
باز-عقاب جاوه‌ای (نام علمی: Nisaetus bartelsi) یک شکارچی با اندازه متوسط و قهوه‌ای تیره از تیرهٔ بازان (Accipitridae) است. این پرنده ملی اندونزی است که معمولاً از آن به عنوان مدل واقعی زندگی گارودا پانکاسیلا یاد می‌شود که از گارودا، ایزد پرنده‌سان در آیین هندو و بودیسم نیز الهام گرفته شده است. نام علمی یادبود نام خانوادگی بارتلز است که آن را کشف کرد.